# 모하메드 나부스
모하메드 "모" 나부스(영어: Mohamed "Mo" Nabbous, 1983년 2월 27일 ~ 2011년 3월 19일)는 리비아의 독립 뉴스 방송사인 리비아 알후라TV를 설립한 IT 엔지니어, 블로거, 사업가, 시민 기자이며, 2011년 리비아 내전으로 사망한 두 번째 언론인이다.
리비아 내전 발발 당시, 나부스는 반 정부군의 거점 도시인 벵가지에서 카다피 정부의 간섭을 받지 않는 독립 채널인 리비아 알후라TV를 설립했다. 2월 17일 반대 시위 이후에는 카다피 정부의 통제를 받는 인터넷을 우회하여, 참혹한 시위 현장 모습을 위성으로 직접 외부에 송출했으며, 보도통제에 맞서 개인방송을 통해 벵가지 시위 소식을 생생하게 전했다.
3월 19일 나부스는 북대서양조약기구(NATO) 군의 개입으로 벵가지가 해방되기 불과 몇 시간 전 저격수의 총에 맞아 사망했다. 나부스의 사망 한 시간 후에, 3월 17일 유엔 안보리에서 통과된 제1973호 결의안의 허용으로, 비행 금지구역으로 설정된 리비아 상공에 국제 연합 비행기가 들어왔다. 나부스는 인도주의적 위기가 직면한 리비아로 국제적인 관심과 지원을 자국으로 돌리기 위한 노력을 마지막까지 멈추지 않았다. 그의 죽음은 CNN을 비롯해 다양한 언론매체에 의해 대대적으로 보도되었다. 리비아의 첫 번째 독립 뉴스 방송사인 리비아 알후라TV의 설립을 시작으로, 그는 벵가지에서 많은 기업체를 운영했다.

## 개인적인 배경
1983년 리비아 벵가지에서 태어난 나무스는 가리우니스 대학교에서 수학 학위를 취득했다.
나부스의 부인인 삼라 나스(Samra Naas)는 남편이 사망할 당시 부부의 첫아이를 임신 중이었다. 2011년 6월 2일에 태어난 딸에게 나스는 마야르 "마야" 나부스(Mayar "Maya" Nabbous)라는 이름을 지어 주었다.
2011년 2월 26일 카날 플뤼스와의 인터뷰에서, 벵가지에서 2000년대 5개의 무선 AP를 통해 무선으로 광역 인터넷을 제공하는 사업을 운영했지만, 정부의 지원을 받는, ADSL과 WiMAX를 이용하는 브로드밴드 서비스와의 경쟁으로 폐업을 할 수밖에 없었다고 말했다.

## 미디어와의 협력
NPR 소셜 미디어 편집자인 앤디 카빈(Andy Carvin)은 나부스를 "리비아 시민 기자를 대표하는 얼굴 "로 묘사했다. 나부스는 리비아 실상에 관한 정보를 찾는 세계적인 많은 매체와 접촉한 대표적인 인물이었다. 그는 리비아 알후라TV의 인터넷 부서를 운영하기도 했다. 슈피겔 국제부 기자인 클레멘스 후거스(Clemens Höges)는 나부스를 "아마도 리비아의 민주화 시위 확산에 가장 큰 공을 세운 인물일 것이다"라고 말했다.
리비아 알후라TV는 리비아 내전이 시작되고, 카다피 정부가 인터넷을 통제를 했을 당시에 벵가지에서 나오는 유일한 보도 매체였다.

### 자유 리비아TV
리비아 알후라 티비는 2월 17일 채널을 만든 이후, 9개의 카메라로 24시간 스트리밍 했다.
리비아 알후라 티비의 통신 기술은 더욱 정교해졌으며, 나부스는 바로 가까이에서 박격포로 포격하는 대학살과 파괴의 현장을 포착하기 위해 벵가지의 교전 현장을 이곳저곳 누비며 생생한 장면을 카메라에 담았다. 나부스는 사망하기 전 며칠 동안 알후라TV를 통해 계속해서 사건을 보도했다.
- 3월 17일 연료탱크 폭발사건과 벵가지 발전소에 대한 폭격을 실황방송
- 3월 18일 벵가지 근처의 도시인 술탄에 미사일 발사
- 3월 19일 오전 2명의 어린 희생자들의 죽음으로 이어진 민간인 공격 (4개월과 5살 된 어린아이가 발사된 미사일로 인해 그들의 방에서 사망한 채 발견되었다.)

이런 이미지들은 인터넷을 통해 방송으로 보도되었으며, 후에 알자지라 영어뉴스 채널인 알자지라 잉글리시와 같은 국제적인 언론매체를 통해 다시 중계방송되었다.

## 죽음
나부스는 유엔 안전보장이사회에서 통과된 결의안 제1973호에 의해 카다피 정부의 전투 중지 선언을 보도한 후 얼마 되지 않아 저격수의 총에 맞아 사망했다. 이 결의안은 리비아 민간인을 보호하고 카다피 대령의 공격을 저지하기 위해 “필요한 모든 조치”를 취하는 것을 허용했다. 그는 당시 계속해서 진행되는 폭력사태로, 트럭의 뒷좌석에 앉아 핸드폰을 사용해 오디오 녹음을 시작했다. 하지만 결국 오디오 녹음은 총격 순간 중단되었다.
3월 19일 중앙 유럽 표준시로 오후 3시경, 나부스는 사망하기 전까지 위독한 상태였다. 그의 부인은 알후라TV를 통해 사망을 공식 발표했다.
모하메드 나부스의 미망인인 삼라 나부스는 방송을 통해 가슴 아픈 메시지를 전했다. 그녀의 자주 떨리는 목소리로 말을 이어나갔다.
"저는 여러분께서 모하메드가 리비아의 자유를 위해 싸우다가 사망했다는 사실을 알아주셨으면 합니다. 그는 비록 잠들었지만 언젠가 반드시 리비아에 자유가 찾아오길 날이 있기를 희망합니다. 부디 그를 위해 기도해주세요. 그리고 우리는 무슨 일이 있더라도 이 비극이 끝날 때까지 그만두지 않을 겁니다."

### 반응
- 알후라TV 방송국의 대리인이자 나부스의 동료인 샤론 린치는 "그의 용기와 불굴의 정신은 많은 사람들의 마음을 감동시켰습니다. 그는 아직 태어나지 않은 아기와 그의 젊은 아내를 두고 떠나는 것을 진심으로 그리워할 것입니다."라고 말했다.[3]
- 2월 19일 벵가지의 CNN 특파원인 아르와 데이먼과 나부스를 인터뷰 진행했던 CNN 리포터인 돈 레몬이 3월 20일 나부스에게 헌사를 바쳤다.[16]
- CNN의 특파원인 벤 웨드맨은 3월 19일 트위터를 통해 "모하메드 나부스는 처음부터 벵가지에서 전 세계로 용기 있는 목소리를 내는 사람들 중 한 명이었으며 영리하고, 이타적이며 용기 있는 사람이었다"이라고 언급했다.[17]
- NPR 소셜 미디어 편집자인 앤디 카빈(Andy Carvin)은 "그들은 스스로 카다피 정부로부터 자유를 쟁취하기 위해 노력했으며, 특히 모하메드 나부스는 리비아에서,《자유유럽방송》이나《미국의 소리》와 같은 대외적으로 자국을 대변하는 방송과 같은 역할을 담당하는 알후라 TV를 이용해, 벵가지에서 일어나는 혁명 과정을 세계에 알리려고 노력했습니다. 이러한 노력이 그가 타고난 리포터 혹은 앵커였다는 점을 보여주었습니다."라고 온라인 커뮤니티를 통해 말했다.[18]
- 유네스코 사무총장인 이리나 보코바는 리비아 시민혁명의 소식을 생생하게 전한 모하메드 나부스의 살인사건을 강력히 규탄한다고 언급했다.[19]
- 언론인보호위원회(CPJ)의 압델 뎀과 국제 신문 편집인 협회(IPI)의 출판 자유 매니저인 앤서니 밀즈는 "모하메드 나부스의 부인과 동료들, 가족들에게 애도를 표합니다"라고 성명을 발표했다.[20][21]

팬들과 기자들은 트위터를 통해 충격과 비통함을 표현했다. 알후라TV의 시청자들은 그를 노벨 평화상으로 후보로 추전했다. 2011년 3월 19일 페이스북이 만들어지자, 토요일 하루 동안에 100개가 넘는 감사의 메시지가 올라왔고, 많은 사람들이 나부스를 순교자로 묘사했다.
- 캐나다 라디오의 장프랑수아 베랑제(Jean-Francois Belanger) : "우리는 리비아의 자유를 위해 싸운 모하메드 나부스의 뛰어난 기상과 용기에 칭찬을 보냅니다."
- 보우크라 벵사베르(Bouchra Bensaber)는 프랑스어로 : "신께서 당신의 영혼을 지켜 주실 겁니다. 당신은 리비아를 위해 노렸했고, 우리의 기억 속에 영원히 남아 있을 것입니다."
- 와파 야쿠브(Wafaa Yaacoub) : "알라신의 뜻이라면 당신의 꿈은 실현될 것입니다. 그리고 당신의 아기는 자유를 되찾은 리비아에서 태어날 것입니다."[15]

## 사후
2011년 12월 하버드 대학교 부속 니먼 언론재단(Nieman Foundation for Journalism)은 나부스를, 미국의 언론인이자 니먼 언론재단의 큐레이터인 루이스 리옹(Louis Lyons) 어워드의 Conscience & Integrity"부분의 사후 수상자로 선정했다. 상은 캠브리지 대학교의 리프먼 하우스에서 나부스의 부인인 삼라에게 수여했다. 아랍권 경제전문지《아라비안 비지니스》는 "나부스의 사후, 리비아와 서구의 많은 전문가들은 그가 리비아의 학살 사태에 세계가 관심을 갖도록 하는데 큰 역할을 했다고 인정했다. 나부스가 없었다면 서구 사회가 리비아 사태에 개입했을지 의문이었을 정도이다."고 평가하였다. 또한 2012년 가장 영향력이 큰 아랍인 5위에 선정했다.

## 대표적 명언
"나는 죽는 게 두렵지 않습니다. 카다피 정권과의 싸움에서 지는 게 오히려 더 두렵죠.(I am not afraid to die. I am afraid to lose the battle)"라는 말을 남겼으며, 이 발언은 인터넷상에서 큰 반향을 불러일으켰다.